# True Things
True Things ist ein Filmdrama von Harry Wootliff, das im September 2021 bei den Internationalen Festspielen von Venedig seine Premiere feierte. Der Film basiert auf einem Roman der walisischen Schriftstellerin Deborah Kay Davies.

## Handlung
Kate muss bei ihrer Arbeit als Mitarbeiterin im Jobcenter meist eine Maske aufsetzen. Sie ist in ihrem Job selbst nicht wirklich glücklich, muss aber anderen Menschen dabei helfen, eine Beschäftigung zu finden, die sie erfüllt. Eines Tages sitzt ihr ein punkig erscheinender Mann mit blond gefärbten Haaren gegenüber, der gerade aus dem Gefängnis kommt und Sozialhilfe beantragt.

## Produktion
Der Film basiert auf Roman True Things About Me der walisischen Schriftstellerin Deborah Kay Davies aus dem Jahr 2010, der im gleichen Jahr in einer deutschen Übersetzung von Simone Jakob unter dem Titel Bedingungslos bei Kein & Aber veröffentlicht wurde.
Regie führte Harry Wootliff, die gemeinsam mit Molly Davies auch Davies' Roman adaptierte.
Ruth Wilson spielt in der Hauptrolle Kate, Tom Burke den im Film namenlosen Mann, der gerade aus dem Gefängnis kam.
Die Filmmusik komponierte Alex Baranowski. Das Soundtrack-Album mit insgesamt 14 Musikstücken wurde Ende März 2022 von Sony Classical als Download veröffentlicht.
Die Premiere erfolgte am 4. September 2021 bei den Internationalen Festspielen von Venedig, wo der Film in der Sektion Orizzonti gezeigt wurde.
Ebenfalls im September 2021 wurde er beim Toronto International Film Festival vorgestellt. Im März 2022 wurde er beim Glasgow Film Festival gezeigt. Ende Juni 2022 wird er beim Filmfest München vorgestellt.

## Rezeption

### Kritiken
Von den bei Rotten Tomatoes aufgeführten Kritiken sind 81 Prozent positiv.

### Auszeichnungen

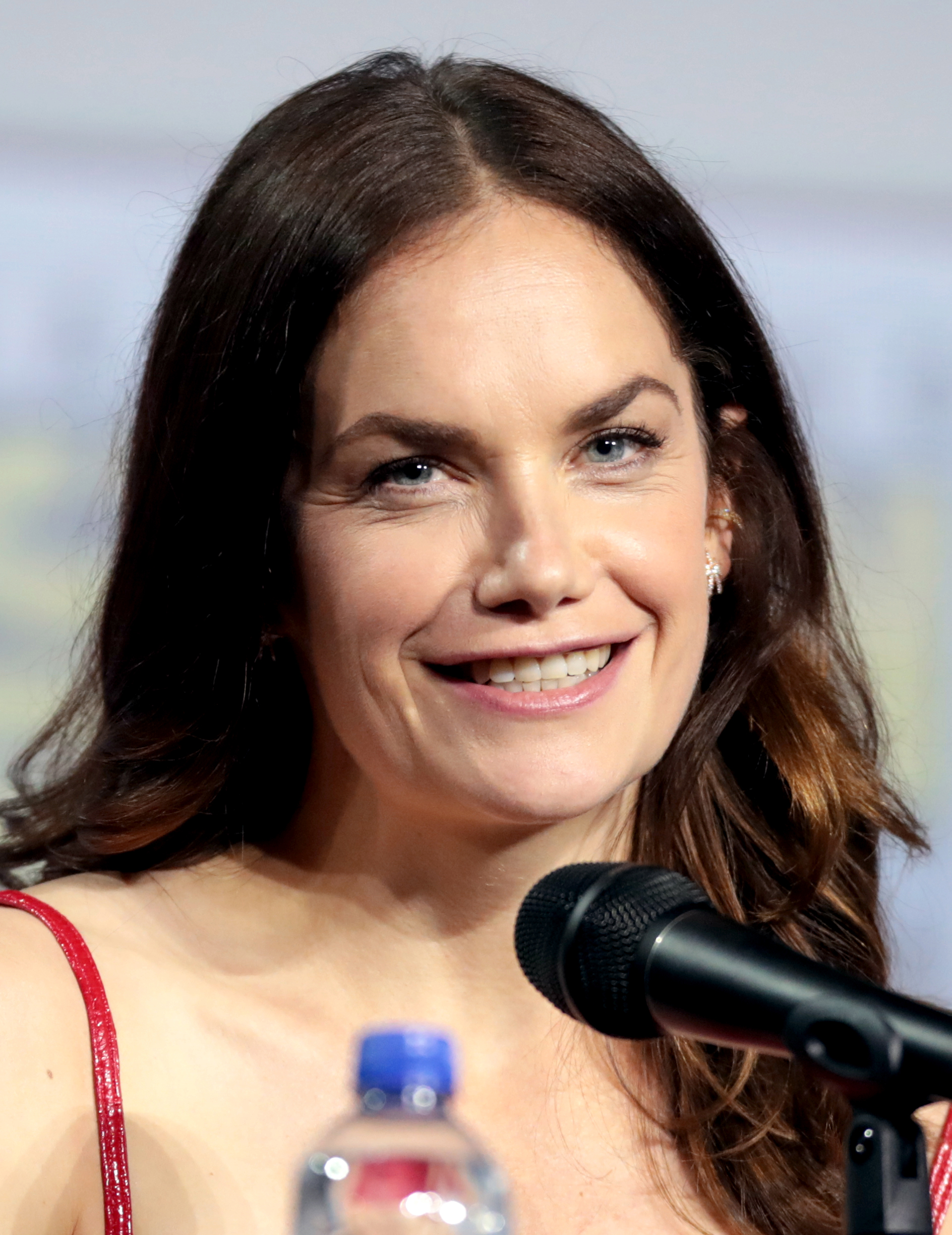
Ruth Wilson spielt Kate

British Independent Film Awards 2021
- Nominierung als Beste Hauptdarstellerin (Ruth Wilson)[7]

Internationales Filmfestival von Stockholm 2021
- Auszeichnung als Beste Schauspielerin (Ruth Wilson)[8]

Internationale Filmfestspiele von Venedig 2021
- Nominierung für den Venice Horizons Award (Harry Wootliff)

London Film Festival 2021
- Nominierung im offiziellen Wettbewerb[9]